# ميدان قماشة الذهب

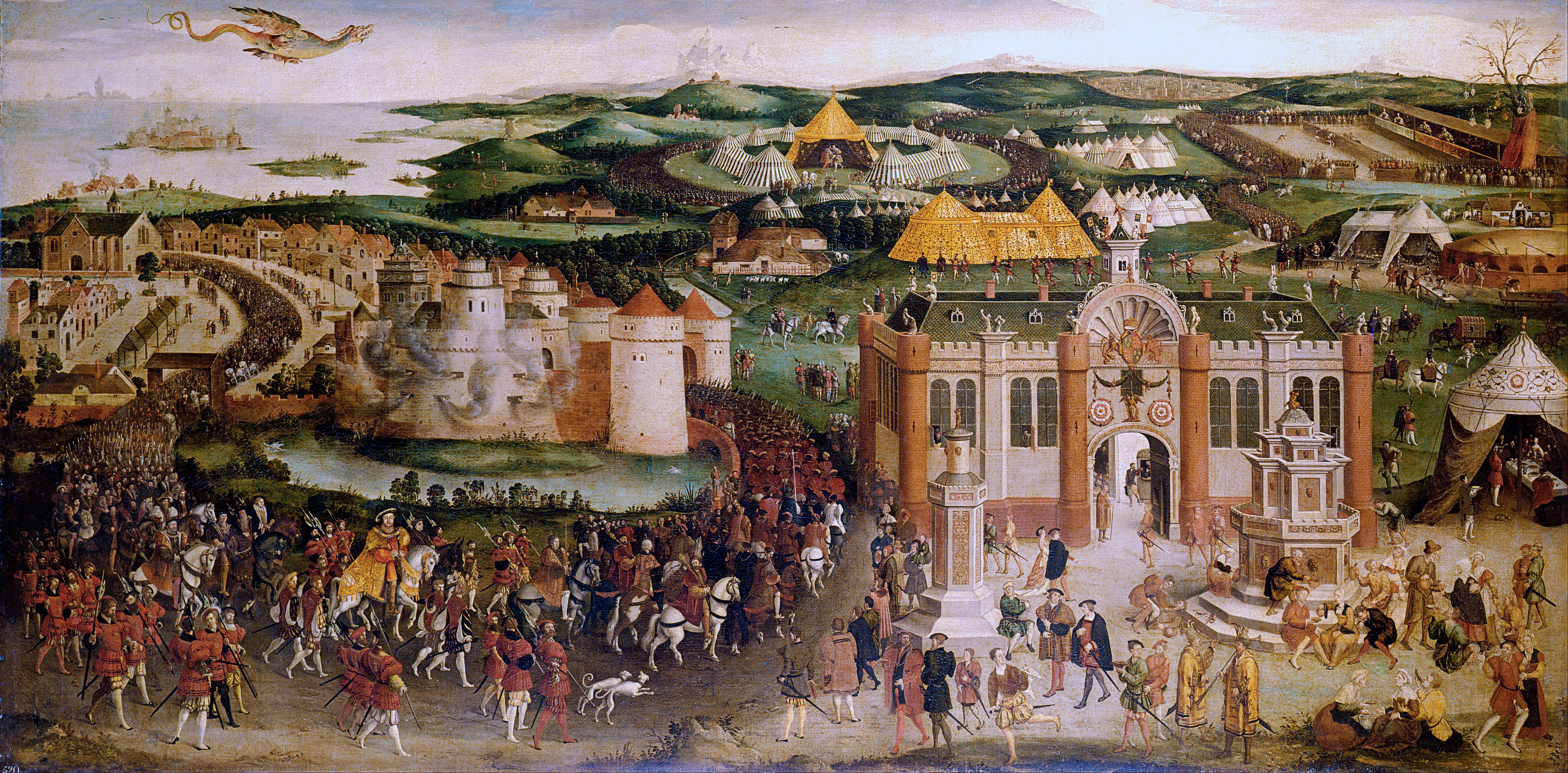
ميدان قماشة الذهب، لوحة زيتية من حوالي 1545 م في المجموعة الملكية في هامبتون كورت. هنري الثامن راكبا خيله في أسفل اليسار.

ميدان قماشة الذهب (بالفرنسية: Camp du Drap d'Or)‏ كان موقعا في بالينهيم بين كل من أردريس في فرنسا وبالي كاليه الإنجليزية آنذاك التي استضافت قمة من 7 إلى 24 يونيو 1520 م، بين الملك هنري الثامن ملك إنجلترا والملك فرانسوا الأول ملك فرنسا.
رُتبت القمة لزيادة روابط الصداقة بين الملكين في أعقاب المعاهدة البريطانية الفرنسية عام 1514 م. وقد اجتمع هذان الملكان مرة أخرى في عام 1532 م لترتيب مساعدة فرانسيس في الضغط على البابا كليمنت السابع ليعلن أن زواج هنري الأول غير شرعي. بتوجيه من الكاردينال الإنجليزي توماس وولسي، سعت الدول الأوروبية الرئيسة إلى منع الحرب إلى الأبد بين الأمم المسيحية. يُشار إلى الموقع بواسطة لوحة تذكارية على طريق D231 (طريق ماركيز).

## روابط خارجية
- Field of the Cloth of Gold
- نيكولز ، جون غوف ، محرر ، The Chronicle of Calais ، Camden Society (1846) ، 19–29 ، 77–90 ، وشهادات شهود العيان
- هول ، إدوارد ، Chronicle. مؤرشف من الأصل في 2023-02-08. لندن (1809) ، 605–620 ، وصف شهود العيان للميدان والبطولات.
- جردان ، وليام ، Rutland Papers. مؤرشف من الأصل في 2022-07-25. Camden Society (1842) ، 28–49 ، نسخ من الوثائق الأصلية وقوائم الحضور في الميدان في يونيو 1520.
- وصف مفصل للصورة من إصدارات إلكتو التاريخية - مجموعة المنشورات